# Romantização

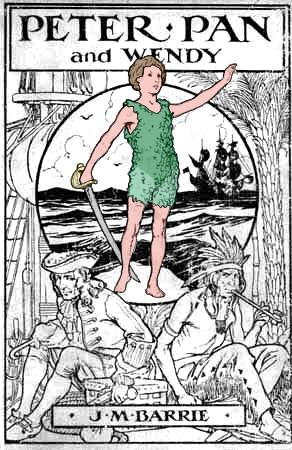
Peter Pan 1915

A romantização consiste em transpor uma narrativa para a forma de romance, escrever algo como quem escreve um romance.

## Transposição literária
Transposição literária para o romance ocorre quando uma história é narrada no formato do romance - ou seja, numa longa descrição de ações e sentimentos de personagens fictícios. O romance, por definição, é a transposição da realidade, da vida, para o plano artístico, e, quando outras narrativas assumem este formato (exemplo: um filme, peça teatral, poema, etc), tem-se a romantização.
A transposição de filmes geralmente adicionam conteúdo ao texto não encontrado na obra original para complementar a história, porque romances geralmente são mais longos do que roteiros. Igualmente, conteúdo de roteiros ou cenas filmadas que foram cortadas da produção final podem ainda fazer-se presentes num romance, normalmente porque enquanto que o romance é complementado para publicação, o filme ainda está sendo editado para o lançamento.
A prática foi particularmente popular para filmes de sucesso e séries de televisão antes do advento do videocassete, que permitiu às pessoas possuírem uma cópia da obra para visualizações repetidas.

## Nota literária
- O falso cognato "novelização" não é aplicável em português, uma vez que a novela, enquanto narrativa, é bem mais curta do que o romance.[3] Enquanto nos idiomas inglês e francês é usual o termo novelization[4] ou novélisation,[5] respectivamente, na língua portuguesa nem sequer há o verbo "novelizar".